# Anagyrus bellus
Anagyrus bellus är en stekelart som först beskrevs av Girault 1921.  Anagyrus bellus ingår i släktet Anagyrus och familjen sköldlussteklar. Inga underarter finns listade i Catalogue of Life.